# Indre-et-Loire
Indre-et-Loire este un departament în centrul Franței, situat în regiunea Centru. Este unul dintre departamentele originale ale Franței create în urma Revoluției din 1790. Este numit după două râuri ce traversează departamentul: Indre si Loara .

## Localități selectate

### Prefectură
- Tours

### Sub-prefecturi
- Chinon
- Loches

### Alte orașe
- Joué-lès-Tours

### Alte localități
- Descartes

## Diviziuni administrative
- 3 arondismente;
- 37 cantoane;
- 277 comune;